# 붓뚜껑말과
붓뚜껑말과(Oedogoniaceae)는 녹조강에 속하는 녹조류과의 하나이다. 붓뚜껑말목(Oedogoniales)의 유일한 과이다. 4개 속에 724종을 포함하고 있다. 운동성을 가지고 있어 운동성 포자로 불리는 유주자 있어서 무성생식을 한다.

## 하위 속
- Bulbochaete - 138종
- Oedocladium - 16종
- 붓뚜껑말속 (Oedogonium) - 569종
- Pseudoprostratum - 유일종 P. indicum